# القاعدة (وشحة)

تعديل مصدري - تعديل

القاعدة هي إحدى قرى عزلة ضاعن بمديرية وشحة التابعة لمحافظة حجة، بلغ تعداد سكانها 197 نسمة حسب تعداد اليمن لعام 2004.